# LIVE'85 どおだまいったかあ
『LIVE'85 どおだまいったかあ!』は、吉幾三が1985年9月25日に発表した初のライブ・アルバム。LPレコード2枚組。

## 解説
同年7月7日に東京・よみうりホールで行われた、初の東京公演を収録。

## 収録曲
A面
1. 俺ら東京さ行ぐだ
2. 弥三郎節～津軽じょんがら節
3. ひとり寝の子守唄
4. ドダレバチ（津軽甚句）
5. 俵つみ唄
6. 俺はぜったい!プレスリー

B面
1. 津軽平野
2. 酒と泪と男と女[注 1]
3. 泣くな男だろう
4. YOI YOI YOI
5. YO・KO・HA・MA

C面
1. 帰ろうか…
2. ぐでんぐでん
3. 女の真実
4. 五月雨
5. ほおずき

D面
1. 唇紅（くちべに）
2. 薄化粧
3. 羅臼
4. と・も・子…